# سازمان‌های جبهه ملی ایران در خارج از کشور
سازمان‌های جبهه ملی ایران در خارج از کشور یک سازمان ملی‌گرا بر اساس اندیشه‌های محمد مصدق و پیرو راه جبهه ملی ایران است که از سال ۲۰۰۷ تشکیل شده است.

## ساختار
ارگانهای سازمان‌های جبهه ملی ایران در خارج از کشور بر اساس اساسنامه منتشر عبارتند از:
1. کنگره
2. شورایعالی
3. هیئت اجرائی
4. واحد شهری یا منطقه ای، که در زیر از آن همه جا برای اختصار به نام «واحد شهری» یاد می‌شود
5. مسئولان واحد شهری
6. کمیسیون بررسی دعاوی و شکایات

## اصول و اهداف
بنا به بیانیه مورخ ۶ فروردین ۱۳۸۶ موارد زیر به عنوان اصول و اهداف این سازمان اعلام شده است:
ما اعضا جبهه ملی ایران در خارج از کشور بهبود زندگی مردم، یعنی حرمت شهروندان، امنیت فردی و اجتماعی، آزادی، رفاه عمومی به‌طور کلی راه یافتن به آینده ای روشن را منوط به پایان یافتن هرگونه دیکتاتوری، استقرار دموکراسی و رعایت عدالت اجتماعی در کشور می‌دانیم. ما خواهان ایرانی هستیم که نمونه ای برای پاسداری از صلح، آزادی، رعایت حقوق بشر، قانون، امنیت، عدالت و همبستگی باشد.
ما رعایت کلیه اصول مندرج در اعلامیه جهانی حقوق بشر و میثاق‌های ضمیمهٔ آن، تحقق کلیه آزادی‌ها مانند دفاع از حق فعالیت علنی و آزاد گروه‌های سیاسی، صنفی و سندیکائی، سازمان‌های غیردولتی و تضمین آزادی‌های فردی و اجتماعی را خواهانیم. ما خواهان تساوی کلیهٔ آحاد ملت در مقابل قانون می‌باشیم و به ویژه بر اصل برابری حقوق زنان و مردان تأکید داریم. به همین ترتیب هرگونه امتیاز ناشی از تعلقات قومی یا مذهبی را مردود می‌دانیم.
ما استقلال و تمامیت ارضی ایران را اصولی خدشه ناپذیر دانسته، تحقق آزادی و دموکراسی را تنها در سایه استقلال و حفظ یکپارچگی کشور ممکن می‌دانیم.
ما خواهان ایرانی هستیم که در آن «کلیه قوای مملکت ناشی از اراده ملت» باشد، اراده ای که با شرکت مردم در انتخابات آزاد و تدوین قوانین دموکراتیک بیان می‌شود، و هیچ مرجع و اراده ای بالاتر از آن تحت هیچ عنوانی پذیرفته نباشد.
ما خواهان دموکراسی پارلمانی و مجلسی قدرتمندیم؛ مجلسی که نمایندگان منتخب مردم در آن برای یک دوره معین و محدود شرکت دارند و مرجع قانونگذاری و تصمیم‌گیری در امور مهم کشور خواهد بود.
ما خواهان اداره کشور تحت نظام جمهوری می‌باشیم. ما همچنین خواهان تحقق سایر اصول و موازین قانونی مانند جدائی دین و ایدئولوژی از نظام حکومتی (state)، تفکیک قوای سه‌گانه قانونگذاری، اجرائی و قضائی، که از شرائط تحقق دموکراسی واقعی بوده، از پیدایش یک دیکتاتوری جدید تحت هر عنوان و بهانه که باشد ممانعت می‌کنند، می‌باشیم. به همین ترتیب طرفدار آنیم که کلیه سمت‌های مهم حکومتی انتخابی و به یک دوره معین محدود باشد.
ما پاسداری فعال از سلامت و بالندگی زبان فارسی و فرهنگ مشترک ملی و کلیهٔ زبان‌های ایران‌زمین و فرهنگ‌های محلی ایران را به عنوان گنجینه‌های اصلی تشکیل دهندهٔ مبانی هویت ملی مردم ایران ضروری و از وظائف حیاتی دولت‌ها در دموکراسی آیندهٔ کشور می‌دانیم.
ما با الهام از قانون انجمن‌های ایالتی و ولایتی عصر مشروطیت، عدم تمرکز امور اداری و واگذاری امور محلی به نهادهای انتخابی از سطح روستا تا استان را در چهار چوب تمامیت ارضی کشور برای حسن ادارهٔ امور و توجه بیشتر به حقوق و خواست‌های مردم از موازین عمده و حیاتی کشورداری در ایران آینده می‌شماریم.
ما معتقدیم که سیاست خارجی ایران باید بر اساس حفظ منافع ملی و مصالح عالیهٔ ایران و احترام متقابل در روابط با دیگر کشورها بر اساس اصول، قوانین و میثاق‌های بین‌المللی در چهارچوب سازمان ملل متحد استوار باشد. ما هرگونه ماجراجوئی را در سیاست خارجی نامعقول و زیان‌بخش به حال ایران و برای صلح جهان دانسته، معتقدیم که ملت ما نیز باید در کنار سایر ملل جهان نقشی مثبت و ارزنده در روند صلح و عدالت و تحکیم مبانی حقوق بشر در عرصهٔ بین‌المللی ایفا نماید.
ما اتخاذ سیاست‌های عمومی برای حفظ و سلامت محیط زیست را برای سلامت انسانیت، سایر موجودات و کره ارض ضروری دانسته برآنیم که استفاده از ذخائر طبیعی کشور ما اعم از ارضی، دریایی یا زیرزمینی، خاصه منابع عظیم انرژی، به‌عنوان ثروت ملی باید تابع این سیاست‌ها باشد و کار برد درآمد حاصل از آن‌ها به‌جای آنکه به‌عنوان منبع اصلی بودجهٔ کشور یا وسیلهٔ جبران کسری‌های آن صرف شود، در جهت سرمایه‌گذاری‌های پایه‌ای بکار رود.
ما خواهان اقتصادی شکوفاییم که درآن آزادی ابتکار که از شرائط آن بشمار می‌رود مانع عدالت اجتماعی و مترادف شکاف روزافزون میان درآمدها و ثروت‌ها نباشد. آنچه شکوفائی اقتصادی خوانده می‌شود هرگاه به بهبود زندگی مادی و معنوی اقشار هرچه وسیع تر مردم نیانجامد به معنی خوشبختی و تعالی جامعه نبوده مترادف شکوفایی اجتماعی نیست و جز تولید ثروت برای تمرکز آن در دست یک اقلیت از هر معنایی تهی خواهد بود. درعین حال اقتصاد و اجتماع شکوفا نیز بدون کار و کوشش اعضا جامعه ممکن نمی‌شود و هیچ‌کس نمی‌تواند بدون تلاش و کار بدنی یا فکری، به اتکاء و جود ثروت‌های طبیعی کشور، که حتی استفادهٔ صحیح از آنها نیازمند فکر درست و سالم و کار کوشش عمومی است، در انتظار دستمزد و پاداش باشد.
ما معتقد به جامعه ای مبتنی بر ارزش‌های انسانی فرهنگ ملی به‌ویژه فرهنگ مدارا و عالی‌ترین ارزش‌های فرهنگ بشری بوده، خواستار جدائی نظام حکومتی از دین یا هرگونه ایدئولوژی تمام گرا می‌باشیم و در پیروی از اصل اخیر تجربیات ایران و سایر کشورهایی که با عدول از آن اصل گرفتار نظام‌های تمام گرا شدند، راهنمای ماست.
ما معتقدیم که تنها در آزادی، خبر رسانی آزاد و شفاف و کنترل دموکراتیک مسئولان امور توسط نمایندگان مردم آنطور که در دموکراسی‌ها معمول است، می‌توان خطرات استفاده از انرژی هسته‌ای را برای عموم به حداقل رساند. تا زمانی که آزادی و کنترل دموکراتیک در کشور ما حاکم نیست، حتی استفاده صلح آمیز از این انرژی نیز خطراتی جدی با ابعادی نامعلوم و چه بسا فاجعه آمیز برای سلامت مردم و کشور دربردارد. فقط در شرایط وجود آزادی و کنترل دموکراتیک، هنگامی که خطرات و فوائد انرژی هسته‌ای به‌طور کامل برای مردم روشن شود، آنان می‌توانند در مورد هر گونه استفاده از این انرژی تصمیم بگیرند.
ما بر این اصل آگاهیم که بدون جلب اعتماد سیاسی و پشتیبانی هموطنان خود قادر به تحقق اهداف خود نخواهیم بود. ما تشکیلات سیاسی را وسیله‌ای برای فعالیت مؤثر سیاسی، معرفی برنامه، ارتباط با مردم، جلب پشتیبانی و متشکل نمودن آنان و کمک به ارتقاء فرهنگ سیاسی جامعه می‌دانیم.

## مواضع
سازمان‌های جبهه ملی ایران در خارج از کشور خواهان گذار از جمهوری اسلامی و تشکیل یک جمهوری پارلمانی بر اساس جدائی دین از حکومت، حقوق بشر، دموکراسی و عدم تمرکز امور اداری و واگذاری امور محلی به نهادهای انتخابی از سطح روستا تا استان را در چهار چوب تمامیت ارضی کشور است و بر زبان فارسی به عنوان زبان ملی و مشترک ایران تأکید دارد. همچنین از تلاش برای حفظ اقوام، فرهنگ‌ها و زبانهای محلی را به عنوان گنجینه‌های اصلی تشکیل دهندهٔ مبانی هویت ملی مردم ایران حمایت می‌کند.
این سازمان همچنین انتخاباتهای داخل ایران را به دلیل نداشتن شرایط دموکراتیک تحریم کرده و خواهان برگزاری یک انتخابات آزاد و منصفانه برای تشکیل مجلس مؤسسان برای نوشتن قانون اساسی و تعیین نوع حکومت می‌باشد.

## کنگره‌ها
سازمان‌های جبهه ملی ایران در خارج از کشور از سال ۲۰۰۷ تا کنون ۵ کنگره برگزار کرده است.

### پیش‌کنگره، ۲۰۰۷
سازمان‌های جبهه ملی ایران در خارج از کشور در شهر لودویگزهافنِ آلمان برای تشکیل سازمان و هماهنگی شنبه تا دوشنبه برابر با پنجم تا هفتم خرداد ماه ۱۳۸۶، برابر ۲۶ تا ۲۸ ماه مه ۲۰۰۷ با حضور اعضاء باسابقه جبهه ملی ایران، مقیم ایالات متحدهٔ آمریکا و کشورهای اروپا، پیش کنگره خود را برگزار کرد. در این کنگره که با سرود ای ایران آغاز شده و پرچک شیر و خورشید نشان برافراشته شده بود. با رای کتبی حاضران در جلسه مهندس کامبیز قائم مقام (رئیس) و پرویز داور پناه و همایون مهمنش (نواب رئیس) به سمت هیئت رئیسه پیش کنگره انتخاب شدند.
در این کنگره عبدالکریم انواری، حمید ذوالنور، علی راسخ افشار، علی شاکری (زند)، احمد طهماسبی، محسن قائم مقام، هوشنگ کشاورز صدر، مهندس بهمن مبشری، به‌عنوان اعضای شورای شورای مشورتی و پرویز داورپناه، مهندس کامبیز قائم مقام و همایون مهمنش به عنوان هییت اجرایی موقت انتخاب شد.

### کنگرهٔ یکم، ۲۰۰۸
کنگره سازمانهای جبهه ملی ایران در خارج از کشور ۱۲ تا ۱۲ بهمن ماه ۱۳۸۶، برابر ۱ تا ۳ فوریه ۲۰۰۸ با حضور نمایندگان و اعضاء باسابقه جبهه ملی ایران، مقیم ایالات متحدهٔ آمریکا و کشورهای آلمان، اطریش، فرانسه، انگلستان، بلژیک، سوئد و هلند در شهر لودویگزهافن آلمان برگزار شد. بر اساس رای کتبی و مخفی حاضران در جلسه علی راسخ افشار به‌عنوان رئیس و سپس آقایان پرویز داورپناه و مهندس بهمن مبشری به عنوان نواب رئیس با رای کتبی حاضران انتخاب شدند.
پس از بررسی و رسیدگی به دستورها کنگره انتخابات برای تعیین اعضای شورای عالی و هیئت اجرایی به شرح زیر صورت گرفت:
هیئت اجرائی و شورای عالی را در دستور کار قرار داد
کامبیز قائم مقام، بهمن مبشری و همایون مهمنش به عنوان اعضاء هیئت اجرائی سازمانهای جبهه ملی ایران در خارج از کشور او علی راسخ افشار، مهندس حسین اسدی، منوچهر تقوی بیات، حمید صدر، حسین جوادی، محسن قائم مقام و احمد طهماسبی را به‌عنوان اعضای شورای عالی سازمانهای جبهه ملی ایران در خارج از کشور انتخاب شدند.
در این کنگره رئوس طرح برنامه سیاسی، برنامه کار در زمینه بین‌المللی و خطوط اصلی همکاری با سایر گروه‌های دموکرات ایران، و اساسنامه سازمان‌ها طرح و تصویب شد.

### کنگرهٔ دوم، ۱۳۸۸ - کنگرهٔ ندا و سهراب
دومین کنگرهٔ سازمانهای جبهه ملی ایران در خارج از کشور با توجه به یاد جوانان کشته شده در جنبش سبز کنگره ندا و سهراب نام گرفت. این کنگره از ۱۴ تا ۱۵ آذر ماه ۱۳۸۸، برابر با۵ و۶ دسامبر ۲۰۰۹ در لس آنجلس برگزار شد. سالن اجلاس کنگره با پرچم سه رنگ شیر و خورشید، تصاویری از دکتر محمد مصدق، رهبر نهضت ملی‌شدن نفت و شعارهای: «راه ما راه مصدق است» و «استقرار حاکمیت ملی هدف جبهه ملی ایران است» مزین بود.
در این کنگره همانند کنگره پیشین ابتدا پیام ادیب برومند رهبر وقت جبهه ملی ایران و رئیس هیئت اجرائی و مسئول تشکیلات جبهه ملی ایران دکتر موسویان به سازمانهای جبهه ملی ایران در خارج از کشور قرائت شد و سپس شهلا صمصامی به سمت رئیس کنگره انتخاب شد. بعد از ان گزارشی از عملکرد گشته هیئت اجرایی قرائت شده و سیاستهای جدید مورد بحث قرار گرفت.
براساس اساسنامه مطابق با رای‌گیری‌های صورت گرفته اعضای هیئت اجرایی و شورای عالی به شرح زیر انتخاب شدند:
کامبیز قائم مقام، بهمن مبشری و همایون مهمنش اعضای هیئت اجرائی
و
پری الفتی، شهلا صمصامی، حسین اشراقی، کورش افطسی، محمد اقتداری، منوچهر تقوی بیات، فضل اله روحانی، عزیزاله کرملو، حمید صدر، باقر صمصامی، کامبیز قائم مقام، محسن قائم مقام، بهمن مبشری، محمد علی مهراسا، همایون مهمنش، دارا نیرویی و حسین وصال. به عنوان اعضای شورای عالی سازمان‌های جبهه ملی ایران در خارج از کشور انتخاب شدند.

### کنگرهٔ ششم، ۱۴۰۱ - کنگرهٔ ژینا (مهسا) امینی، دختر ایران
ششمین کنگره سازمانهای جبهه ملی ایران در خارج از کشور در روز ۲۲ آبان ۱۴۰۱ برابر با ۱۳ نوامبر ۲۰۲۲ در زوم (Zoom) برگزار شد.
در این کنگره همایون مهمنش به عنوان ریاست کنگره و کامبیز قائم مقام و اسفندیار خلف به عنوان معاونین کنگره به اتفاق آراء انتخاب شدند.
در این کنگره پیشنهاد تکمیل و اضافه شدن بخشی در خصوص رسیدگی به شکایتهای اعضا تحت عنوان کمیسیون بررسی دعاوی و شکایات مطرح و به تصویب رسیده و به اساسنامه اضافه شد.
در ادامه جلسه با رای مشترکان در جلسه و بر اساس اساسنامه تعداد اعضای هیئت اجرایی از سه به پنج نفر افزایش یافته و بهمن انواری، کامبیز قائم مقام، بهمن مبشری، پوریا مطهری و همایون مهمنش به اتفاق آراء به سمت هیئت اجرائی سازمان انتخاب شدند.
و اعضای شورای عالی نیز به این شرح انتخاب شدند:
زهرا شمس، بهجت مهرآسا، خانم فریده مهمنش، حامد ابراهیمی، ابوتراب ابوترابی، کورش افطسی، بهمن انواری، حسن بیات، منوچهر تقوی بیات، اسفندیار خلف، ناصر دارابی، ناصر شاهین پر، داریوش شیروانی، باقر صمصامی، کامبیز قائم مقام، محسن قائم مقام، عزیزاله کرملو، بهمن مبشری، تراب مستوفی، پوریا مطهری، محمدعلی مهرآسا، همایون مهمنش، دارا نیرویی و حسین وصال.

## تفاهم‌نامه با گروه «نقشهٔ راه برای دمکراسی در ایران»
در ۱۱ آذر ۱۴۰۰ تفاهم‌نامه‌ای بین نمایندگان سازمان‌های جبهه ملی ایران در خارج از کشور و نمایندگان گروه «نقشهٔ راه برای دمکراسی در ایران» امضا شد که در این تفاهم‌نامه ضمن تأکید بر مواردی مانند: تمامیت ارضی، زبان مشترک فارسی، حقوق بشر، استقلال، آزادی و دموکراسی، بر ایجاد دولت‌ها و مجالس استانی و همچنین امکان تحصیل به زبان مادری در کنار تحصیل به زبان فارسی به عنوان زبان مشترک اعلان موضع شد. این بیانیه تنها با مخالفت جبههٔ ایران مواجه شده و گروه‌ها و احزاب سیاسی دیگر در برابر آن سکوت کردند.

## عضویت و تأسیس گروههمگامی برای جمهوری سکولار دموکرات در ایران
در روز پنج‌شنبه ۱۸ اسفند ۱۴۰۱ طی بیانیه ای مشترک از سوی ۵ گروه جمهوریخواه اعلام شد یک ائتلاف سیاسی جمهوری‌خواه از پنج حزب و سازمان سیاسی اپوزیسیون جمهوری اسلامی ایران تشکیل شده است. این ائتلاف پس از چند سال همکاری و در پی دادن بیانیه‌های مشترک شکل گرفت. در این گروه سازمان های جبهه ملی ایران در خارج از کشور به همراه اتحاد جمهوری‌خواهان ایران، جبهه ملی ایران-اروپا، حزب چپ ایران و همبستگی جمهوری‌خواهان ایران برای را تأسیس «جمهوری سکولار دمکرات در ایران» اعلام همکاری کردند

## میثاق حق زندگی
میثاق حق زندگی یک بیانیه با متن باز است که در ابتدا پیش نویس آن توسط مجموعه همگانی نوشته شد و سپس توسط ۱۵ تشکل و حزب دموکراسی‌خواه و مخالف جمهوری اسلامی در۱۰ مرداد ۱۴۰۲ به‌صورت مستقل امضا و اعلام شد. این میثاق توسط احزابی مانند:
اتحاد جمهوری خواهان ایران، همبستگی جمهوری خواهان ایران، سازمان‌های جبهه ملی ایران در خارج از کشور، حزب مشروطه ایران، جبهه ملی ایران ـ اروپا، حزب چپ ایران، شورای مدیریت گذار و … به صورت منفرد امضا شد. در برخی از متن‌های اعلام شده با توجه به نگاه‌های احزاب متن دارای تغییراتی نسبت به سایر متون اعلامی وجود داشت.
امضا کنندگان آن را به عنوان «یک میثاق پایه‌ای عمومی در دورهٔ مبارزه با» جمهوری اسلامی، بریا دوران گذار و پس آن پیشنهاد کرده‌اند.
به دنبال انتشار این بیانیه گروه‌های با این بیانیه مخالفت کرده و آن را مورج فدرالیسم دانستند. این در حالی بود میثاق مزبور صرفاً به نفی اعدام می‌پردازد. در همین راستا جبهه ملی ایران - اروپا و سازمان‌های جبهه ملی ایران در خارج از کشور در بیانیه ای مشترک به این موارد پاسخ داده و نظرات مخالفان را نشانگر مخالفت آنان با حقوق بشر، نمایش ناسیونالیسم افراطی و مخالفت با گفتگو دانسته و خواهان این شدند که مخالفان " میثاق حق حیات " دلایل خود برای مخالفت با اعدام و حق حیات را به صورت دقیق بیان کنند.